# Sheer Heart Attack (песня)
«Sheer Heart Attack» (с англ. — «Обширный инфаркт») — песня британской рок-группы Queen, издана на альбоме News of the World. Название перекликается с названием третьего альбома группы, во время работы над которым песня была написана.

## Песня
На песню повлиял панк-рок, которым Роджер Тейлор интересовался в середине 1970-х, но счёл, что настоящих талантов среди исполнителей панк-рока мало. Песня одна из самых скоростных и тяжёлых у группы, является обращением к 17-летнему подростку, который «всё, что хочет сделать — это исчезнуть» (англ. Well, you’re just 17 all you wanna do is disappear). Первая и третья строки в тексте песни заимствованы из песни The Beatles «I Saw Her Standing There»": "Well you’re just 17 <…> You know what I mean (В оригинале she was just 17).
В песне Тейлор играл на ударных, бас- и ритм-гитарах и исполнял вокальные партии с Фредди Меркьюри. Сложно определить, кто какую часть исполнял, так как Меркьюри пел в очень «панковой» манере, их голоса сложно отличить. Среди поклонников группы возник раскол, одни считали песню спетой Тейлором, другие — Меркьюри. Брайан Мэй в 2003 году пояснил ситуацию с вокалом в песне:

Роджер сделал демозапись, а нашей обычной практикой было использование демозаписи как «подстилки» для окончательного варианта. Роджер спел всю песню, но было решено дать Фредди поработать над записью. Роджер уверял, что Фредди спел её гораздо лучше по сравнению с демозаписью, удерживая атмосферу песни. Для Фредди это было не так легко, так как это было не в его естественном стиле.
Оригинальный текст (англ.) Roger had done a demo, and our usual practice was to use the demo’s as a bed for the final track. Roger had sung it all, but the decision was made to get Freddie to the job for the record. Roger was keen that Freddie sing it pretty much like the demo to retain the (kind of Punkspoof?) atmosphere. Freddie didn’t find it that easy since it wasn’t his natural style.
Мэй играет лишь в нескольких местах «сверлящую» гитарную партию, Джон Дикон не участвовал в записи песни.
Песня издана на сборнике Queen Rocks и одноимённом музыкальном видео, в котором из середины песни были вырезаны 16 секунд гитарных партий Мэя.

## Концертные исполнения
На концертах песня исполнялась в 1977—1982 г.г. в конце выступлений перед песнями «We Will Rock You» и «We Are the Champions». Меркьюри несколько изменил текст для выступлений, в частности, вместо слов «The way that you touch don’t feel you nothing» исполнялась бессловесная импровизация, а припев пелся один, а не три раза из-за сложности исполнения: слова «sheer» и «real» тянулись по 5 секунд. В 1970-х исполнение песни сопровождалось крушением динамиков, стоя на которых, Меркьюри допевал песню.

## Кавер-версии
Кавер-версии песни сделали германская группа Helloween и голландский певец Valensia.